# Parafia Trójcy Świętej w Staninie
Parafia Trójcy Świętej w Staninie – parafia rzymskokatolicka w Staninie.
Parafia erygowana w 1555 roku. Obecny kościół parafialny murowany, wybudowany w stylu współczesnym w latach 1981–1984. Poprzedni drewniany kościół został przeniesiony do Pratulina.
Terytorium parafii obejmuje Jarczówek, Jonnik, Kopinę, Kosuty, Nową Wróblinę, Nowy Stanin, Ogniwo, Stanin, Starą Wróblinę oraz Wesołówkę.